# Sacramento Classic 1972
Il Sacramento Classic 1972 è stato un torneo di tennis. È stata la 2ª edizione del torneo, che fa parte del Commercial Union Assurance Grand Prix 1972. Si è giocato a Sacramento negli Stati Uniti dal 17 al 23 settembre 1972.

## Campioni

### Singolare maschile
Stan Smith ha battuto in finale  Colin Dibley con il punteggio di 6–4 5–7 6–4 6–4

### Doppio maschile
Stan Smith /  Erik Van Dillen hanno battuto in finale  Patrice Dominguez /  Patrick Proisy con il punteggio di 4–6 6–2 6–4